# Metavononoides guttulosus
Metavononoides guttulosus is een hooiwagen uit de familie Cosmetidae.